# 20 mm Type 2
Il cannone automatico antiaereo da 20 mm Type 2 (giapp. 九八式二十粍高射機関砲) era un cannone automatico antiaereo dell'Esercito imperiale giapponese, entrato in servizio nel 1942 ed utilizzato durante la seconda guerra mondiale. Il pezzo era basato sul FlaK 38 tedesco. per il pezzo fu sviluppata una centrale di controllo del tiro, che poteva controllare e dirigere sei cannoni. Il nome era dovuto all'anno di adozione da parte dell'Esercito imperiale, anno imperiale 2602, corrispondente al 1942 del calendario gregoriano.